# Форт Аткинсон (Висконсин)
Форт Аткинсон (енгл. Fort Atkinson) град је у америчкој савезној држави Висконсин.

## Демографија
По попису из 2010. године број становника је 12.368, што је 747 (6,4%) становника више него 2000. године.
| Група             | 2000.          | 2010.          |
| Белци             | 10.904 (93,8%) | 10.925 (88,3%) |
| Афроамериканци    | 40 (0,3%)      | 77 (0,6%)      |
| Азијати           | 70 (0,6%)      | 88 (0,7%)      |
| Хиспаноамериканци | 508 (4,4%)     | 1.128 (9,1%)   |
| Укупно            | 11.621         | 12.368         |